# تشارلز كارسون (رسام)
تشارلز كارسون هو رسام كندي، ولد في 13 مارس 1957 في مونتريال في كندا.